# Mikalai Barkouski
Mikalai Barkouski –en bielorruso, Мікалай Баркоўскі– (18 de marzo de 1981) es un deportista bielorruso que compitió en judo. Ganó una medalla de bronce en el Campeonato Europeo de Judo de 2008, en la categoría de –81 kg.

## Palmarés internacional
| Campeonato Europeo | Campeonato Europeo | Campeonato Europeo | Campeonato Europeo |
| Año                | Lugar              | Medalla            | Categoría          |
| ------------------ | ------------------ | ------------------ | ------------------ |
| 2008               | Lisboa (Portugal)  | Medalla de bronce  | –81 kg             |